# Académie Charpentier
A Académie Charpentier é uma escola francesa de artes aplicadas, situada em Paris, no famoso bairro de Montparnasse, no local da antiga Académie de la Grande Chaumière. 
A Académie Charpentier proporciona cursos preparatórios para os concursos de admissão das grandes écoles de arte e cursos de comunicação visual e design gráfico e de arquitectura de interiores e design. Esta escola, herdeira de um passado prestigioso, ocupa actualmente um lugar no cruzamento necessário entre a arte e a indústria, preparando os alunos para uma indispensável inserção nas realidades profissionais. 